# Veskoviće
Veskoviće (en serbe cyrillique : Весковиће) est un village de Serbie situé dans la municipalité de Sjenica, district de Zlatibor. Au recensement de 2011, il comptait 48 habitants.

## Démographie
| 1948 | 1953 | 1961 | 1971 | 1981 | 1991 | 2002 | 2011 |
| ---- | ---- | ---- | ---- | ---- | ---- | ---- | ---- |
| 117  | 140  | 142  | 145  | 115  | 61   | 50   | 48   |

|  |